# محلة المكاوي
محلة المكاوي حي من الأحياء السكنية التي تقع ضمن مدينة الموصل التاريخية في العراق، وهو من المحلات الكبيرة، يحده من الشمال محلة عبدوخوب ومن الغرب محلة جامع جمشيد ومن الجنوب محلة رأس الكور ومن الشرق نهر دجلة. يتميز بارتفاع مستوى أرضه، حيث يصل إلى 230 مترًا فوق سطح البحر. 

## اصل التسمية
سمي بالمكاوي نسبة إلى سكانها الذين قدموا من مكة المكرمة، ومنهم الشيخ عبد الله المكّي المدفون في جامعه المعروف باسمه.

## معالم المحلة
- مقبرة عيسى دده: قال ياسين العمري في منية الأدباء في تاريخ الموصل الحدباء : «قيل أنه ابن الشيخ عبد القادر الجيلاني، وهو في ناحية الخراب وعليه قبة ويزار».[3]
- ضريح الشيخ قادر.